# Polska Organizacja Harcerska
Polska Organizacja Harcerska (POH) – organizacja harcerska działająca w latach 1985–1998.

## Historia
Polska Organizacja Harcerska powstała w Koninie po tym jak z ZHP wyrzucono kilku harcerzy m.in. za przyjście do kościoła w mundurach. Początkowo organizację współtworzyli i kierowali działacze związani z NSZZ „Solidarność” – instruktorzy hm. Krzysztof Dobrecki, hm. Ryszard Stachowiak, phm. Wojciech Zaleski oraz jako opiekun środowisk ks. Stanisław Waszczyński.
Od 1987 POH wydawała niecenzurowany periodyk „Służba”.
POH była przedmiotem działań ze strony Służby Bezpieczeństwa i szykan stosowanych przez władze administracyjne, m.in. Wojciech Zaleski w czerwcu 1986 otrzymał od dyrektora Zasadniczej Szkoły Zawodowej im. Kopernika zakaz udziału w pracach POH i został wezwany na rozmowę przez kuratora. Z kolei u Ryszarda Stachowiaka skonfiskowano dokumenty POH (29 kwietnia 1987), a 11 grudnia 1987 przeprowadzono rewizję w harcówce. Przesłuchiwano również harcerzy oraz instruktorów harcerskich.
Początkowo POH działała w samym Koninie (harcówka w pomieszczeniach przy kościele św. Wojciecha). W kolejnych latach rozrastała się liczebnie. Następnie powstawały także struktury organizacyjne w innych miejscowościach: w styczniu 1988 powołano II Szczep POH we Włocławku, w lipcu 1988 – III Szczep POH w Lublinie, ponadto organizacja działała w Kwidzynie, Suszu, Siedlcach, Błaszkach, Ząbkowicach Śląskich oraz Jedlni-Letnisko pod Radomiem. POH współpracowała z innymi niezależnymi organizacjami harcerskimi, m.in. z ZHR i Niezależną Drużyną im. Lisa-Kuli w Stalowej Woli.

POH powołała w Koninie Liceum Harcerskie, obecnie III LO.
W 1989 roku odbył się pierwszy Krajowy Kongres POH, a w 1990 POH została zarejestrowana oficjalnie.
POH była inicjatorem powstania 4 marca 1989 Deklaracji Nieszawskiej, stanowiącej wkład w dyskusję o jedności ruchu harcerskiego w III RP.
23 listopada 1997 VI Kongres POH podjął uchwałę o rozwiązaniu organizacji i zalecił środowiskom wstępowanie do Związku Harcerstwa Rzeczypospolitej.
W 30 rocznicę utworzenia POH powstał film dokumentalny o tej organizacji.